# Carson Beckett
Carson Beckett a Csillagkapu: Atlantisz című kanadai-amerikai sci-fi sorozat egyik szereplője.

## Élete
Beckett távoli leszármazottja egy Ősnek, így rendelkezik az általa felfedezett ATA-génnel, amely lehetővé teszi számára az ős-technológiák irányítását. Nincs teljes irányítása az összes ős-gépen, de képességei az idő során egyre jobban javultak.
Az orvosként dolgozó Beckett két legnagyobb sikere közül az egyik az ős-gén terápia. A kezelés abból áll, hogy egy egérretrovírus segítségével juttatják el az ős-gént az alany szervezetébe, amely az esetek 48%-ában meg is marad. A másik egy retrovírus, mely eltávolítja az Iratus-bogár jellemzőit a lidérc DNS-ből.

## Szerepe a Csillagkapuban
|  | Alább a cselekmény részletei következnek! |

Dr. Rodney McKay ültette be az antarktiszi előőrsön lévő székbe, hogy meghatározza Atlantisz helyét. Carson véletlenül aktivált egy rakétát, mely egyenesen Sheppard őrnagy, és O'Neill tábornok helikoptere felé száguldott. Nehezen végül sikerült lekapcsolni a drónt személyi sérülés nélkül. Miután Dr. Daniel Jackson sikeresen megfejtette Atlantisz kapucímét, Beckett önként csatlakozott az expedícióhoz. Már az első héten fontos felfedezést tett a lidérc fiziológiával kapcsolatban egy levágott kar által. Megállapította, hogy ez a faj nem hal meg természetes úton. (Felemelkedés)
A Megmérgezett kút című részben Beckett segített a Hoffoknak egy olyan vírus megalkotásában, amely megöli a lidércet, ha az egy fertőzött emberből táplálkozik. A vírus mellékhatása, hogy a beoltottaknak csak a fele éli túl a beavatkozást. Az a hoff nő, akivel a kutatást végezte is belehalt az oltásba. Beckett megpróbálta meggyőzni a kormányzót, hogy ne terjesszék el a vírust, azonban nem járt sikerrel, így a csapat elhagyta a bolygót.
Beckett szolgálat közben halt meg. Egy robbanásveszélyes tumort próbált elszállítani, amit egy betegből távolított el, azonban az felrobbant. A testét és személyes tárgyait visszaküldték a családjához a Földre. McKay, aki szoros barátságban állt Carsonnal személyesen mondta el a doktor anyjának a hírt. McKaynek később látomása volt Carsonról, amit a tudatalattija hozott létre azért, hogy elbúcsúzhasson barátjától. (Vasárnap)

## További információ
- Stargate Wiki